# Banner blindness
Banner blindness (pol. „ślepota banerowa”) – zjawisko polegające na odruchowym ignorowaniu przez użytkowników stron WWW elementów wyglądających jak reklamy. 
Termin banner blindness został pierwszy raz użyty w 1998 w artykule Banner Blindness: Web Searchers Often Miss Obvious Links autorstwa Jana Panero Benway i Davida M. Lane.

## Reklamy narażone na efekt ślepoty
Wbrew powszechnej opinii, im bardziej reklama jest widoczna (kontrastująca z otoczeniem), tym zwiększa się prawdopodobieństwo, że mózg internauty przefiltruje materiał promocyjny. Na to niekorzystne dla reklamodawców i wydawców zjawisko szczególnie narażone są także reklamy nie przekazujące żadnych konkretnych, użytecznych informacji. Internauci nie przepadają także za krzykliwym, agresywnym przekazem.

## Reklamy kontekstowe abanner blindness
Reklamy kontekstowe (np. AdSense firmy Google) z biegiem czasu ponoszą coraz większe straty na rzecz ślepoty bannerowej, pomimo merytorycznego i kontekstowego przekazu. Jak dotąd charakteryzują się jednak i tak o wiele większą skutecznością niż tradycyjne bannery.